# 新北市私立徐匯高級中學
新北市私立天主教徐匯高級中學（St. Ignatius High School）（簡稱徐匯中學、徐匯高中、SISH），是一所由耶穌會創辦的天主教私立男子完全中學，位於台灣新北市蘆洲區。是由耶穌會1850年在上海徐家匯所成立的天主教學校，1951年上海徐匯中學被中华人民共和国政府接收，改爲上海市徐匯中學。1963年由在台校友發起在台灣台北縣蘆洲鄉（今新北市蘆洲區）復校。前天主教中華區樞機主教單國璽曾任教於此。

## 校史

### 中華民國大陸時期

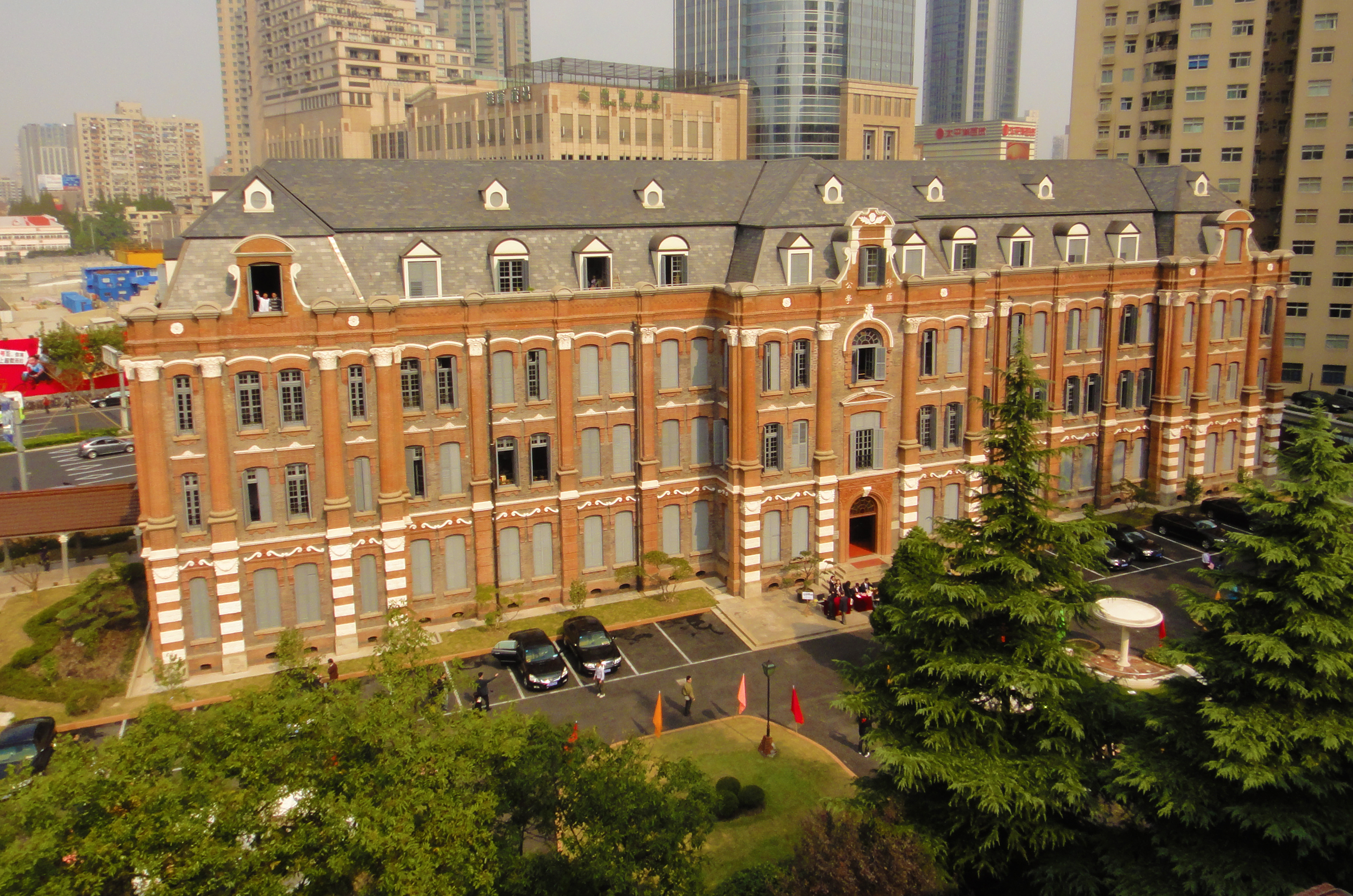
上海市徐汇中学崇思楼，建于1918年

天主教耶穌會於1850年在大清帝國上海市徐家匯耶穌會會院旁創建的教會男子學校，初名徐匯公學（College Saint Ignace，圣依纳爵公學），拉丁文校訓：「LABORA SICVT BONVS MILES CHRISTI」（如基督勇士努力工作），1931年改名“徐匯中學”。1932年，定名為「徐匯中學」。1942年，張伯達神父擔任校長。1951年，張伯達校長被捕入獄，不久死於獄中，而徐匯中學也被中共政權接收。

### 在臺復校

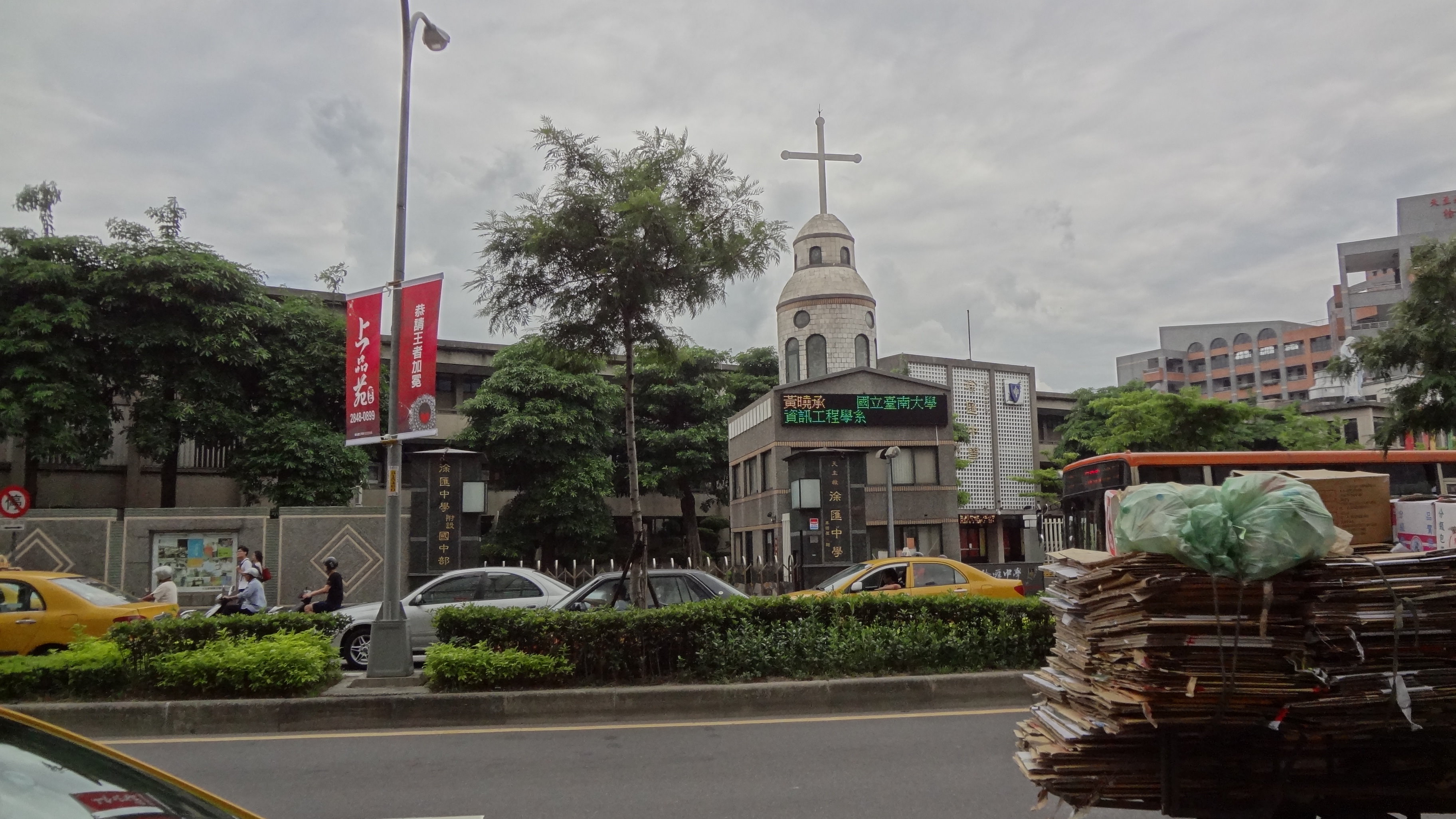
徐匯中學現址大門

1962年徐匯中學在臺校友成立校友會，推舉校友司法院院長謝冠生為常務總幹事，與耶穌會商洽復校工作。1963年4月朱天健應聘為校長，主持徐匯中學在台復校事宜，耶穌會提供了一千多萬元的復校基金，8月7日台灣省政府教育廳核准立案，8月11日舉行入學考試，因葛樂禮颱風過境，延至9月17日開學，至此徐匯中學正式於臺北縣蘆洲鄉（今新北市蘆洲區）復校。1966年成立高中部。校訓改為「成己達人」，沿用至今。
2008年，綜合教學大樓工程於3月18日正式開挖興建，預計於2009年9月完工使用，以提升教學環境品質及學生活動空間。
2009年7月，新建綜合教學大樓竣工，命名「依納爵樓」，以紀念耶穌會創辦人聖依納爵（依納爵·羅耀拉），11月校慶邀請單國璽樞機主教蒞校參與落成；全棟耗資三億五千萬，含地下一樓，地上八樓，遠觀像一本展開的書，鼓勵徐匯學子「開卷有益」，主牆以「IHS」拉丁文為標誌，發揚耶穌會「慎思自省」、「明辨求更」、「服務人群」、「促進公義」的教育精神。
2010年，臺北捷運中和新蘆線開通，臺北市政府捷運工程局和當地民眾與徐匯中學商討後，將位於徐匯校門前的車站命名為「徐匯中學站」。
2016年，時任校長陳海鵬轉任恆毅中學校長，由其胞姊、原任職於花蓮海星高中的陳海珊接任校長，為徐匯創校166年首位女校長。

## 校名

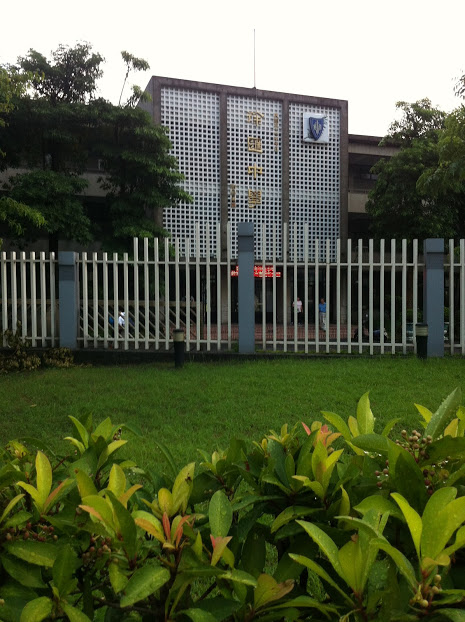
新北市私立徐匯高級中學舊大樓（謝冠生題写校名）

校門口由單國璽神父所題，舊大樓穿堂上方由上海徐匯中學校友謝冠生所題。

## 校徽
由上海徐匯中學的田若瑟修士所设计。環繞校徽的拉丁文是舊校訓：「LABORA SICVT BONVS MILES CHRISTI」中文譯為：如基督勇士努力工作。（出自聖經弟茂德後書第二章，基督新教聖經稱提摩太後書）外形像是一面盾牌，中間有一把利劍，期望徐匯人戴上這些裝備後，能肩負改善社會的使命

## 學校特色
- 为完全中學。
- 國中部是全臺灣僅存的男（私）校。[8]
- 至陳海鵬校長上任前，學子均須住宿與課後輔導，除家長允許外均不得無理由不住宿。
- 國中在校成績優異者可直升高中。在私立學校高中部直升制度為單國璽首推。[9]
- 為台灣最早設立輔導室的學校。
- 野學活動，由老師和家長一同帶領學生帶領學生走訪大自然，相關活動包括攀登百岳、騎車（環島）、泛舟等。[10][6]

### 年度盛事
- 濯足禮在神父的主持下，師長仿效耶穌基督，替學生洗腳。
- 運動會繞場時各班需表演一項表演。
- 每個學期都有大大小小的運動賽事，包含籃球、排球、躲避盤、撞球、手足球、拔河以及飛鏢等，豐富學生的校園生活。
- 愛心義賣暨聯合運動會校慶，所得捐出給公益團體。
- 聖歌比賽，每個班級都需唱一首指定的聖歌，另一首為自選曲，可選流行歌曲。
- 復活節尋彩蛋，由輔導室教師於全校放置復活節彩蛋兌換卷，師生找到後可至輔導室換取彩蛋。
- 聖誕點燈，在聖誕節時由神父及校長在晚自習時進行祈福活動，在活動最後會由神父帶頭將小耶穌放置於馬槽中。

## 多元活動

### 學生社團
- 服務性：服務社
- 學術性：兩棲爬蟲社、機器人社
- 康樂性：棋藝社、魔術社、桌遊社、ACG漫研社、童軍社
- 藝文性：管樂社、電影欣賞社
- 體育性：籃球社、排球社、飛盤社、撞球社、桌球社、手足球社、漆彈社

### 學生校隊
體育校隊：飛盤隊、排球隊

### 其他
野學：由老師和家長一同帶領學生帶領學生走訪大自然，相關活動包括攀登百岳、騎車（環島）、泛舟等，培養學生獨立自主勇於挑戰的態度。

## 曾存在過的活動
- 徐匯龍舟隊：為有名之校隊，曾多次於二重疏洪道水池比賽，也曾代表中華隊參加澳洲雪梨IDBF世界龍舟錦標賽。[11]但隨著校內游泳池老舊，因而停擺。
- 百日誓師：為學測前一百天發誓要考上好學校之活動。老師們會上講台表示對學子們的期望，而學子們會繞操場揮擺著旗幟，並頭上綁著布條。
- 科學實驗班：曾有科學實驗班存在，只開設兩班做為試辦，共合計開了七班。但後來礙於經費問題、專業師資問題，在六年後停擺。而当时的實驗器材，則保留在六樓校史展覽區。
- 聯合招生：曾長期與聖心女中、崇光女中、光仁高中、恆毅中學等校聯合招生。

## 景物
- 大聖母像：位於教學大樓頂樓，已是蘆洲在地印記[4]。
- 小聖母像：矗立圖書館於生態池側邊。
- 耶穌像：位於生態池及圖書館中間的路途。
- 聖堂：位於圖書館下方，光啟樓一樓。
- 台灣島池：位於聖依納爵樓右側，三省樓前，因其狀似台灣島而得名。
- 聖母池：因池子旁有聖母像而得名。
- 三省樓耶穌像壁畫：馬賽克拼圖，共四萬片。
- 成己達人：位於依納爵樓一樓弧形廣場，單國璽神父題。

## 校內建築
- 舊教學大樓：原教學大樓，依納爵樓落成後改為社團教室、英會教室與合作社，因應學校規劃舊教學大樓已於2022年逐步整修為重修教室。
- 三省樓：取自曾子「吾日三省吾身」，現在一樓為烘焙教室、撞球教室和宿舍洗衣房，二樓則是手足球教室、飛鏢教室、飛盤教室、兩棲爬蟲教室。
- 自強樓：一樓為大禮堂，為書展、桌球教室、體檢辦理以及施打疫苗之處，二樓為宿舍餐廳，三樓至四樓為宿舍，五到六人一間。
- 依納爵樓：新教學大樓，取名自耶穌會始祖。有地上八層樓，地下一層樓。班級教室、各處室、實驗室和多元教室皆位於此。[4]
- 光啟樓：為紀念徐光啟所命名，四層樓建築，一樓聖堂、二樓圖書館、三四樓為神父寢室。

## 歷任校長[12]
| 姓名   | 任期             | 任數   | 備註                   |
| ------ | ---------------- | ------ | ---------------------- |
| 朱天健 | 1963年 ～ 1970年 | 首任   | 神父，徐匯中學在臺復校 |
| 單國璽 | 1970年 ～ 1976年 | 第二任 | 神父                   |
| 朱秉欣 | 1976年 ～ 1986年 | 第三任 | 神父                   |
| 陳瑾璋 | 1986年 ～ 1994年 | 第四任 | 神父                   |
| 夏金波 | 1994年 ～ 1996年 | 第五任 | 神父                   |
| 戴榮佳 | 1996年 ～ 2008年 | 第六任 |                        |
| 陳海鵬 | 2008年 ～ 2016年 | 第七任 |                        |
| 陳海珊 | 2016年 ～        | 現任   | 首位女校長             |

### 引用
1. 1 2 3  . 天主教徐匯中學校友總會.   [2021-08-09]. （原始内容存档于2021-08-09）.
2. ↑  . 聯合報. 1963-08-07.
3. ↑  . 聯合報. 1966-07-19.
4. 1 2 3  劉珮芬. . 自由時報. 2018-07-22  [2020-03-17]. （原始内容存档于2018-07-26） （中文（臺灣））.
5. ↑  朱雲鵬. . 人間福報. 2016-09-22  [2021-08-09]. （原始内容存档于2021-08-09）.
6. 1 2  . 中國時報. 2017-05-03  [2021-08-08]. （原始内容存档于2021-08-08）.
7. ↑  . 天主教徐匯中學校友總會.   [2021-08-07]. （原始内容存档于2021-08-07）.
8. ↑  參照徐匯中學五十年誌p63起 唯一，私立，純男校。一章
9. ↑  此章節請參照徐匯中學五十年誌-p162,單國璽樞機主教是徐匯校長一章
10. ↑  . 人間福報. 2016-06-27.
11. ↑  李宇政. . 人間福報. 2009-05-23  [2021-08-08]. （原始内容存档于2021-08-08）.
12. ↑  . 天主教徐匯中學校友總會.   [2021-08-07]. （原始内容存档于2021-08-07）.